# آدم سميث (لاعب مواليد 1991)
آدم سميث (بالإنجليزية: Adam Smith) مواليد 29 أبريل 1991 في لندن، إنجلترا، هو لاعب كرة قدم إنجليزي يلعب مع نادي بورنموث كمدافع. مثّل منتخب إنجلترا لكرة القدم.

## المسيرة الاحترافية

### أندية لعب لها
- نادي توتنهام هوتسبير
- نادي بورنموث